# Pteronemobius nigriscens
Pteronemobius nigriscens är en insektsart som först beskrevs av Tokuichi Shiraki 1911.  Pteronemobius nigriscens ingår i släktet Pteronemobius och familjen syrsor. Inga underarter finns listade i Catalogue of Life.